# دژ برازجان

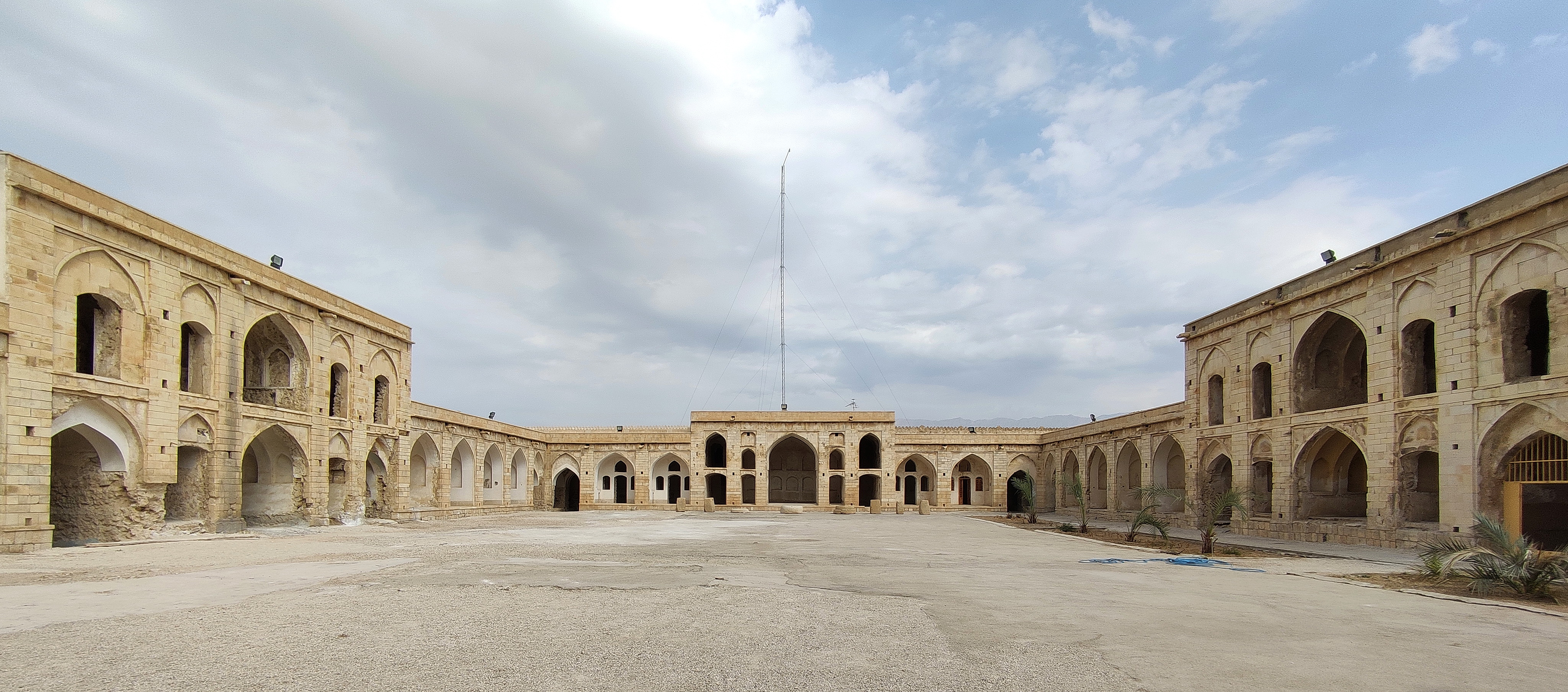
نمایی از محوطه داخلی کاروانسرای مشیرالملک

دژ برازجان واقع در شهر برازجان مرکز شهرستان دشتستان یکی از آثارهای تاریخی و از نقاط دیدنی استان بوشهر در جنوب ایران است.

## ویژگی‌ها
این بنای ارزشمند و استوار که به دژ برازجان یا کاروانسرای مشیرالملک برازجان بزرگ شناخته می‌شود، فراروی میدان شهید چمران شهر برازجان قراردارد، که از سازه‌های باشکوه دورهٔ قاجاریان به‌شمار می‌رود و در سال ۱۲۸۸ قمری برابر با سال ۱۲۵۰ خورشیدی بنا به دستور یکی از نیکوکاران شیراز به نام حاج میرزا ابوالحسن خان مشیرالملک شیرازی با هزینه‌ای برابر چهل هزار تومان به پول آن زمان ساخته شده‌است.
سازنده این ساختمان حاج محمد رحیم شیرازی سازنده پل مشیر و کاروان‌سرای دالکی است که به روش استادانه‌ای دست به ساخت این ساختمان به روال معماری زندیه زده‌است.
- سازه‌های بکار رفته: سراسر سنگ و ساروج و تخته سنگ‌های بزرگ و کوچک در دیوار و کف
- شمار برج: دارای چهار برج می‌باشد
- مساحت: ۷۰۰۰مترمربع بازیربنایی برابر ۴۲۰۰مترمربع
- بلندی هربرج: ۱۲٫۷۰متر
- شمار اتاق‌ها: ۶۸ باب اتاق داراست

این دژ تا دیرگاهی به عنوان زندان کاربری داشت و در اصل کاروانسرایی از دورهٔ قاجاریه است. در سال ۱۳۶۲ به شماره ۱۶۳۸ به عنوان یک اثر ملی به ثبت رسیده‌است. این دژ دارای سنگرهای دیدبانی می‌باشد که در کانون شهر و برای رویارویی با دشمنان ساخته شده بود.

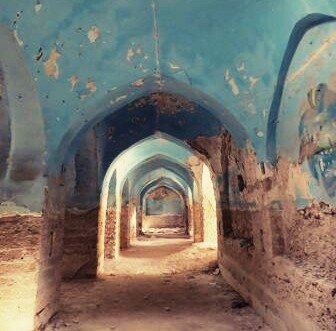
معماری درونی راهرو کاروانسرای مشیرالملک

کاروانسرای مشیرالملک رویهمرفته دارای ۶۸ باب اتاق و حجره بوده که به دلیل تغییر کاربری آن در دوره‌های بعدی، شمار اتاق‌ها کم یا زیاد شده‌اند.
مهندس مهدی بازرگان، شمس‌الدین امیرعلائی، احمد انهاری، دکتر یدالله سحابی، دکتر سید محمدمهدی جعفری، علی محمد عموئی و ده‌ها تن دیگر از جمله کسانی هستند که در این دژ، زندانی بوده‌اند.

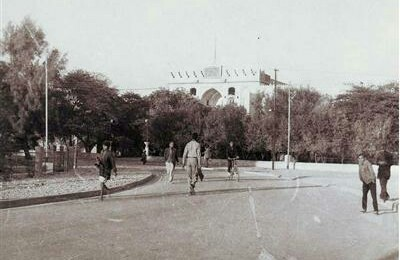
کاروانسرای مشیرالملک در زمان پیش از انقلاب

لرد کرزن سیاستمدار و کهن نگار انگلیسی که زمانی سراسر ایران را درنوردیده وبنا به گفته خود بیشتر کاروانسراهای ایران را از نزدیک تماشا کرده بود، دربارهٔ استواری و شکوه کاروانسرای برازجان چنین می‌نویسد: در میان همه آنهایی که من دیده بودم این کاروانسرا بهتر ساخته شده بود و بهتر هم مانده بود.

دژ برازجان در سال ۱۸۹۱

نمای بیرونی این کاروانسرا در سال‌های اخیر مورد مرمت و بازسازی قرار گرفته‌است.

## ثبت در فهرست میراث جهانی
در ۲۶ شهریور ۱۴۰۲ در جریان چهل و پنجمین اجلاس کمیته میراث جهانی یونسکو در ریاض، کاروانسرای برازجان به‌همراه ۵۳ کاروانسرای تاریخی دیگر (جمعاً ۵۴ کاروانسرا در ۲۴ استان ایران) تحت عنوان کاروانسراهای ایرانی در فهرست میراث جهانی قرار گرفتند. این مجموعه جهانی به عنوان بیستمین و هفتمین اثر جهانی کشور ایران شناخته می‌شود.

## بن مایه‌ها
- کتاب دشتستان در گذر تاریخ نوشتهٔ استاد فخرایی
- دژ برازجان سایت وفاق
- دکتر: رازی، عبدالله،  (ازسلسلهٔ ماد تا انقراض سلسلهٔ قاجاریه)  چاپ ششم، چاپخانهٔ: اقبال، انتشار سال ۱۳۶۳.